# Pionýr
Pionýr – czechosłowacki aparat fotograficzny typu skrzynkowego (box) formatu 6x6 lub 6x4,5 wykonany z czarnego, rzadziej z czerwonego bakelitu. Jest kopią aparatu Photax II Blinde z lat 40. i stylistycznie należy do okresu art déco. Produkowany był przez koncern Druopta/Dufa od 1948 roku i należał do grupy bardzo podobnych do siebie aparatów fotograficznych, wśród których były m.in. polskie Druh i Ami.
Pionýr produkowany był w dwóch wersjach. Wersja II miała możliwość nastawiania ostrości. Posiadał przysłonę otworkową i niezwykle prostą migawkę o czasie ok. 1/50 sek oraz B. Dwusoczewkowy obiektyw zamocowany w wykręcanym tubusie (tubuskamera) dla zmniejszenia wymiarów aparatu.
Aparat ten stworzony był z myślą o amatorach, pragnących uwiecznić ważne chwile. Spełniał rolę dzisiejszego aparatu kompaktowego. Jednak pomimo zaledwie dwóch dźwigni regulacyjnych, fotografujący popełniali często błąd i otrzymywali nieostre i poruszone zdjęcia na czasie B, który służył do lamp spaleniowych i zdjęć nocnych "na czas". Oznaczenia przysłon są mało zrozumiałe – "1" dla przysłony 8 i "2" dla przysłony 16. Pozorne ułatwienia, a w rzeczywistości utrudnienia w obsłudze aparatu Pionýr zniechęcały użytkowników tego typu aparatów.
Pionýr i rodzina aparatów skrzynkowych wracają obecnie do łask właśnie jako narzędzie niedoskonałe, które spełnia zasady łomografii, popularnej od lat 90. XX wieku antyestetycznej postawy w fotografii artystycznej i amatorskiej.

## Dane techniczne
- format negatywu 6x6 i 6x4.5 cm
- obiektyw wysuwany, dwusoczewkowy standard 1:8/65mm w układzie peryskop
- przysłona otworkowa 8, 16
- migawka centralna około 1/50 i B
- stałe ustawienie ostrości (wersja I)